# Soopafly
Priest Joseph Brooks, noto come Soopafly (Long Beach, 8 dicembre 1972), è un rapper e produttore discografico statunitense.
Originario di Long Beach (California), è cofondatore, insieme a Daz Dillinger e Terry Choe, dell'etichetta discografica D.P.G. Recordz, nata nel 2000.

## Discografia
- 2001 - Dat Whoopty Woop
- 2007 - Bangin West Coast
- 2011 - Best Kept Secret